# Miljöpartiet de grönas jämställdhetskommitté
Miljöpartiets jämställdhets- och mångfaldskommitté är det organ som närmast motsvarar andra riksdagspartiers kvinnoförbund eller kvinnonätverk. Fokus för jämställdhetskommittén är verksamheten och politiken rörande jämställdhet, lika rätt och anti-diskriminering. Jämställdhetskommittén tillsätts av partistyrelsen och består av fyra män och fyra kvinnor. 